# Yuval Steinitz
Yuval Steinitz (Hebreeuws: יובל שטייניץ) (Ramot HaShavim, 10 april 1958) is een Israëlische politicus van de Likoed en sinds 14 mei 2015 minister van Energie en Water alsook van Nationale Infrastructuur in het kabinet-Netanyahu IV.

## Biografie
Steinitz studeerde filosofie aan de Hebreeuwse Universiteit van Jeruzalem. Voor zijn wetenschappelijke promotie aan de Universiteit van Tel Aviv kreeg hij de Alon-beurs. Hij was vervolgens als senior docent verbonden aan de Universiteit van Haifa en schreef destijds een inleidende bestseller in de filosofie die veertig keer werd herdrukt. Ook leverde hij bijdragen over militaire strategie en taktieken, onder meer in Marachot, de krant van het Israëlische leger.
In de jaren tachtig raakte hij politiek betrokken door zich aan te sluiten bij Vrede Nu. Vanwege zijn bezwaren tegen de Oslo-akkoorden maakte hij een politieke ommezwaai en kwam in het kamp van Likoed terecht. Nadat Netanyahu er na de verkiezingen van 1999 de brui aan had gegeven, kwam Steinitz in zijn plaats in de Knesset terecht. Tot zijn eerste ministerschap in 2009 leidde hij onder meer een tijdlang de commissies voor buitenlandse en militaire zaken en de ondercommissie voor veiligheids- en spionagediensten. Eveneens zat hij met de Amerikaanse senator Jon Kyl de gezamenlijke veiligheidscommissie van de Knesset en het Amerikaans Congres voor.
In 2009 werd hij minister van Financiën in het kabinet-Netanyahu II. In die hoedanigheid introduceerde hij een tweejaarlijkse begroting in plaats van de tot dan toe gebruikelijke jaarlijkse. Verder had hij diverse meningsverschillen met Stanley Fischer, de toenmalige voorzitter van de Bank van Israël en een moeizame verstandhouding met premier Netanyahu. In 2013 werd hij minister van Inlichtingen, Internationale Betrekkingen en Strategische Zaken in het kabinet-Netanyahu III. In het daaropvolgende kabinet-Netanyahu IV (aangetreden in 2015) bekleedt hij de ministerschappen van Nationale Infrastructuur en die van Energie en Water. In die hoedanigheid maakte hij op een internationale conferentie voor energiebedrijven in Houston, Texas bekend dat er driemaal zo veel aardgas aanwezig is in de gasvelden voor de kust van Israël als eerder werd genoemd.
Steinitz maakt zich vooral druk om de nucleaire aspiraties van Iran en ijvert binnen- en buitenlands om te voorkomen dat Iran mogelijkerwijs een kernbom ontwikkelt.